# 河池县 (北宋)
河池县，中国古旧县名。
北宋宣和三年（1121年）始设。民国元年(1912年)元月，河池州改为河池县，属庆远府。2年6月属柳江道。 1949年后历属宜山专区、柳州专区、河池专区、河池地区，1983年10日8日撤销河池县，设立县级河池市。河池县名称从政区名中消失。